# 富山いすゞ自動車
富山いすゞ自動車株式会社（とやまいすずじどうしゃ、略称：富山いすゞ）は、富山県富山市に本社を置く、いすゞ自動車を取り扱う自動車販売会社である。富山運輸支局管轄区域を販売エリアとする正規ディーラーである。

## 沿革
- 1946年（昭和21年）9月 - 北陸いすゞ自動車販売株式会社・富山支店が開設。
- 1950年（昭和25年）4月 - 富山支店が分離し、富山いすゞ自動車株式会社として設立。
- 1991年（平成3年）11月 - 本社大型小型設備工場を新築。
- 1992年（平成4年）9月 - 砺波営業所を新築移転。
- 1994年（平成6年）12月 - 北日本スクエア本館ショールームにギャラリーいすゞを新築。
- 1995年（平成7年）7月 - 高岡営業所を増改築。
- 2002年（平成14年）4月 - ギャラリーいすゞを閉鎖。
- 2003年（平成15年）8月 - 魚津営業所を黒部市沓掛に新築移転し、新川営業所と改称。
- 2006年（平成18年）7月 - 本社に大型新車点検整備工場を新築増設。
- 2009年（平成21年）12月 - 高岡営業所、砺波営業所を統合し、射水市広上に呉西サービスセンターを新築。

*

## 事業所所在地
- 本社，富山市野口842
- 富山営業所，富山市野口842
- 新川営業所，黒部市沓掛655
- 本社サービス工場，富山市野口842
- 新川営業所サービス工場，黒部市沓掛655
- 呉西サービスセンター，射水市広上2000-36